# Fabrozaury
Fabrozaury, Fabrosauridae – rodzina wczesnych roślinożernych dinozaurów.

## Wielkość
Nieduże: 1-2 metry długości.

## Pożywienie
Głównie rośliny.

## Występowanie
- Afryka (fabrozaur)
- wschodnia Azja (agilizaur)
- dzisiejsze Chiny (gongbuzaur)

Żyły w późnym triasie i jurze.

## Opis
Dwunożne.
Trójkątna czaszka, duże oczy.
Tylne kończyny dłuższe od przednich.

## Zachowanie i zwyczaje
Byli to niewielcy roślinożercy, którzy nie posiadali żadnych sposobów obrony przed drapieżnikami innych niż zwykła ucieczka. Prawdopodobnie zwierzęta te poruszały się jednak dosyć szybko.

## Rodzaje
- Agilizaur[1]
- Fabrozaur
- Gongbuzaur
- Lesotozaur